# Robert Charpentier
Robert Charpentier (4. dubna 1916 Maule – 28. října 1966 Issy-les-Moulineaux) byl francouzský cyklista, člen klubu Vélo Club de Levallois, kde ho trénoval Paul Ruinart.
V roce 1934 vyhrál závod Paříž–Contres, v roce 1935 získal stříbrnou medaili na mistrovství Francie v silničním závodě i na mistrovství světa. Na Letních olympijských hrách 1936 získal tři zlaté medaile: v silničním závodě jednotlivců s hromadným startem, v závodě družstev (klasifikace byla součtem časů tří nejlepších závodníků dané země v závodě jednotlivců) a na dráze ve stíhacím závodě družstev. Po olympiádě se stal profesionálem, v roce 1947 se zúčastnil Tour de France, kterou však nedokončil.
Jeho jméno nese sportovní hala ve městě Issy-les-Moulineaux u Paříže.